# Leimbach (Thuringe)
Pour les articles homonymes, voir Leimbach.
Leimbach est une municipalité allemande du land de Thuringe, dans l’arrondissement de Wartburg, au centre de l’Allemagne. En 2015, sa population est de 1 708 habitants.

## Source de la traduction
- (de) Cet article est partiellement ou en totalité issu de l’article de Wikipédia en allemand intitulé « Leimbach (Wartburgkreis) » (voir la liste des auteurs).